# Schouw & Co.
Schouw & Co. er et børsnoteret industrikonglomerat med hovedsæde i Aarhus. Schouw & Co. investerer i danske industrivirksomheder og forsøger udvikle virksomhederne.[kilde mangler] Globalt har porteføljevirksomhederne produktionsfaciliteter i 25 forskellige lande verden over. Den nuværende portefølje af 100% ejede virksomheder består af: 
- BioMar (foder til industrielt fiskeopdræt)
- Fibertex Personal Care (nonwovens til hygiejne)
- Fibertex Nonwovens (nonwovens til industri)
- HydraSpecma (hydraulik til industrien)
- Borg Automotive (refabrikation af autodele)
- GPV Group (elektronik til B2B-kunder).